# Alfonso de Argüello
Alfonso de Argüello, o Alonso de Argüello (? - Zaragoza, 1429) fue un religioso castellano de la orden de San Francisco, 
confesor del infante Fernando de Aragón, 
sucesivamente obispo de León, 
de Palencia 
y de Sigüenza 
y arzobispo de Zaragoza.
Fray Alfonso de Argüello, franciscano probablemente procedente de la montaña leonesa llamada los Argüellos. Embajador del rey de Castilla junto con el doctor Alfonso Rodríguez, al sínodo convocado en 1397 para solucionar el Cisma. Maestro en Teología y catedrático de Vísperas en la Universidad de Salamanca. Integrante de la embajada castellana que en 1401 debía mostrar la obediencia de Enrique III a Benedicto XIII, papa del cual fue seguidor incondicional, a pesar del acuerdo de los reyes de Castilla y Aragón cuando años después buscaban la renuncia de este pontífice. Fue provincial de la Orden franciscana en Castilla.
Benedicto XIII le nombró obispo de León (1403-1415), ciudad en cuyos acontecimientos participó activamente. Promovó las ordenazas del hospital de San Lázaro. Cuando murió Enrique III, estuvo al tanto de los acontecimientos y en el acto de juramento de los regentes del futuro rey Juan II. Tuvo sus encontronazos con parte del cabildo catedralicio, con algunos miembros del regimiento y con los Quiñones de León, familia poderosa. Acusado de comportamiento poco ejemplar, dada su condición de  eclesiástico. Las disputas terminaron por la concordia de 1410. Asistió al concilio de Perpiñán convocado por Benedicto XIII (1408), y en 1414 como embajador de Castilla a la coronación de Fernando de Antequera como rey de Aragón (a quien había ayudado para alcanzar el trono). En 1415 acompañó a Aragón a la infanta doña María, futura esposa del príncipe don Alfonso. Ocupó el obispado de Palencia desde 1415. Luego fue obispo de Sigüenza en 1417, y finalmente arzobispo de Zaragoza, en 1419.
En 1429 desapareció en circunstancias misteriosas; según algunos autores fue recluido, ejecutado y sepultado en secreto en el convento del Carmen de Zaragoza por orden de Alfonso V de Aragón debido a sus tratos con el rey Juan II de Castilla y su condestable Álvaro de Luna en perjuicio del monarca aragonés; 
según otros, fue la reina María quien ordenó su muerte en el palacio de la Aljafería por haberla faltado al respeto, lanzando después su cuerpo al río Ebro.
| Predecesor: Aleramo                  | Obispo de León 1405 – 1414        | Sucesor: Álvaro de Isorna         |
| Predecesor: Sancho de Rojas          | Obispo de Palencia 1415 – 1417    | Sucesor: Rodrigo de Velasco       |
| Predecesor: Juan González Grajal     | Obispo de Sigüenza 1417 – 1419    | Sucesor: Pedro de Fonseca         |
| Predecesor: Francisco Clemente Pérez | Arzobispo de Zaragoza 1419 – 1429 | Sucesor: Francisco Clemente Pérez |